# Nödinge SK Handboll
Nödinge SK Handboll är en handbollsklubb från Nödinge i Ale kommun som bildades 1946. Klubben har tidigare varit verksam inom flera olika sporter såsom fotboll, bandy, bordtennis, och boule. 2011 bildade handbollssketionen en egen klubb. Klubben har 384 medlemmar år 2015.
Säsongen 2018/2019 spelar Nödinge SK Handboll i division 4 Göteborg.